# Област Каваја
Област Каваја (алб. Rrethi i Kavajës) је једна од 36 области Албаније. Има 105.000 становника (процена 2004), и површину од 393 km². На западу је земље, а главни град је Каваја.
Обухвата општине: Гољем, Гос, Кавај (Каваја), Криевид, Љекај, Љуз и Вогљ (Мали Љуз), Рогожин, Синабалај, Синеј и Хељмс.